# Тхейон
Кім Тхейон (кор. 김태연; нар. 9 березня 1989), більш відома мононімно як Тхейон, — південнокорейська співачка. Дебютувала в серпні 2007 року як учасниця жіночого гурту Girls' Generation, який згодом став одним з найвідоміших K-pop-колективів в усьому світі. Відтоді Тхейон брала участь в інших проєктах лейблу SM Entertainment, зокрема Girls' Generation-TTS, SM the Ballad, Girls' Generation-Oh!GG та супергурті Got the Beat.
У 2015 році Тхейон випустила дебютний мініальбом I, головний сингл з якого очолив південнокорейський хіт-парад Gaon Digital Chart. У 2016 році вона випустила сингл «Rain» у рамках проєкту SM Station, який також став номером один. Того ж року вийшов її другий мініальбом Why, який посів вершину Gaon Album Chart. Дебютний студійний альбом Тхейон My Voice (2017) та його головний трек «Fine» очолили чарти альбомів та синглів. Тхейон вийшла на японську сцену у 2018 році з цифровим синглом «Stay», а наступного року випустила дебютний японський мініальбом Voice. Її другий та третій студійні альбоми Purpose (2019) та INVU (2022) містили сингли № 1 «Four Seasons» та «INVU» відповідно.
Тхейон з'являлася в реаліті-шоу «Ми одружилися» (2009) і «Почати знову» (2019), а також була ведучою телешоу Queendom 2 (2022). З 2020 року вона є частиною акторського складу вар'єте-шоу «Дивовижна субота». Крім того, Тхейон записала саундтреки до телевізійних драм і фільмів, зокрема «If» для «Хон Ґільдона» (2008), «Can You Hear Me» для «Вірусу Бетховена» (2008), і «All About You» для «Готелю дель Луна» (2019).
Тхейон є однією із найпродаваніших сольних виконавиць Південної Кореї: станом на вересень 2022 року продажі її фізичних альбомів складають понад 1,3 мільйона копій, а цифрових синглів — понад дванадцять мільйонів копій. 2015 року 40 анонімних представників музичної індустрії обрали Тхейон найкращою вокалісткою в K-pop; 2016 року дванадцять корейських музичних компаній визнали її найкращою вокалісткою віком від 20 до 29 років, а інститут Ґеллапа поставив співачку на перше місце в рейтингу найпопулярніших ідолів. Серед численних нагород Тхейон дві перемоги в категорії «Найкраща артистка» на Mnet Asian Music Awards, головні призи на Seoul Music Awards та Golden Disc Awards.

## Життя та кар'єра

### 1989—2008: Раннє життя та початок кар'єри
Кім Тхейон народилася 9 березня 1989 року в Вансан-ку, Чонджу, Республіка Корея. Вона мала старшого брата, а також молодшу сестру Кім Хайон, яка сольно дебютувала у 2020 році. У 13 років Тхейон зрозуміла, що «має талант лише в співанні пісень», після чого в неї народилася мрія стати співачкою. Тоді, щоб навчитися вокалу, вона пішла до SM Academy, колишнього музичного закладу та допоміжної філії лейбла SM Entertainment. Батько, який прийшов разом із дівчиною, спочатку не заохочував її стати артисткою, проте директор школи переконала його дати доньці шанс, коли почула співочий голос Тхейон. Протягом наступного року дівчина разом із батьком щонеділі їздила до Сеула, де займалася вокалом із корейським співаком The One. У переддебютні часи вона надихалася співачками БоА, Вітні Х'юстон і Утада Хікару.
Тхейон тренувалася під керівництвом The One протягом трьох років. В інтерв'ю 2011 року музикант казав, що «на відміну від інших, які приходили до нього з туманною мрією стати знаменитістю…», дівчина «твердо хотіла бути співачкою і досягти вершини з власними талантами». У 2004 році вона взяла участь у записі його пісні «You Bring Me Joy». Того ж року дівчина виграла перше місце на вокальному конкурсі SM Youth Best Competition і підписала контракт з SM Entertainment. Тренувальний процес в академії був настільки важким, що в один момент Тхейон ледь все не кинула. Попри це, в серпні 2007 року вона все ж дебютувала як учасниця жіночого гурту Girls' Generation, де зайняла позиції лідера та головної вокалістки. Лідером вона стала без особливого бажання, вважаючи, що групі, в якій більшість учасниць народилася одного року, не потрібен очільник. Пізніше президентка SM Academy та The One називали Тхейон однією зі своїх найбільш пам'ятних учениць. У 2008 році вона закінчила художню середню школу Чонджу та отримала від неї нагороду за життєві досягнення.

### 2008—2015: Саундтреки, TTS і SM The Ballad
2007 року Тхейон разом із репером Канта взяла участь у записі пісні «7989», що увійшла до дебютного альбому Girls' Generation і четвертого альбому Канти Eternity. Згодом дівчина почала набувати популярності завдяки сольним пісням, написаним спеціально для корейських драм: «If» для «Хон Ґільдон» (2008) і «Can You Hear Me» для «Вірусу Бетховена» (2008). Перша пізніше стала популярнішою за сам серіал, для якого призначалася, а друга отримала нагороду за популярність на церемонії Golden Disc Awards. Обидві композиції досі залишаються одними з найвідоміших хітів Тхейон. Протягом цього періоду вона також записала пісню «It's Love» з одногрупницею Санні для серіалу «Напрямок до Землі» (2009).
Певний час Тхейон працювала ведучою на радіо, а 2010 року вирішила зайнятися акторською діяльністю та зіграла головну жіночу роль у мюзиклі «Опівнічне сонце». Її героїня — підліток Амане Каору, яка страждає від ксеродерми; для цієї ролі Тхейон навчилася гри на гітарі. Попри критичні відгуки про сам мюзикл, виступ співачки був сприйнятий позитивно. Чан Ґьонджін із 10Asia похвалив «виразний вокал» Тхейон, додавши, що її акторська гра виділялася серед зірок-ідолів, які наважилися зіграти в мюзиклі, а Кім Джійон із The Dong-A Ilbo зазначив, що через свій «яскравий образ» співачка ідеально підійшла на роль. Попри гаргу реакцію, Тхейон пізніше назвала роботу в мюзиклі складною, додавши, що їй було важко грати та співати одночасно.

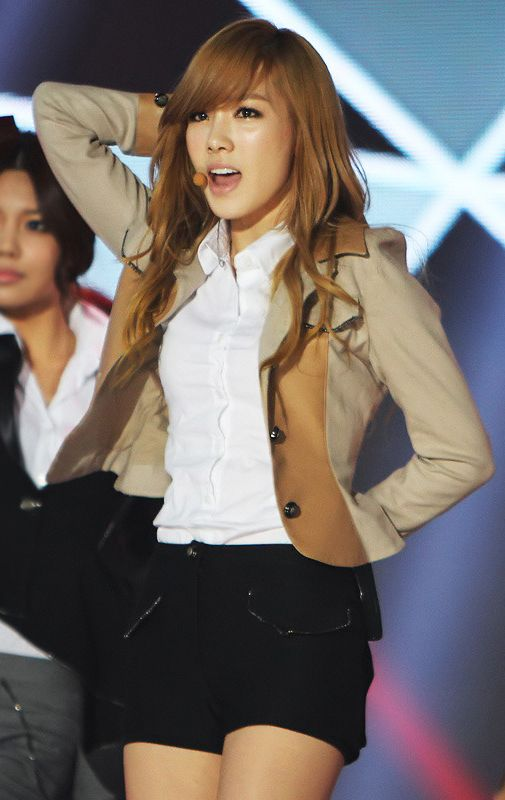
Тхейон на Nongshim Love Sharing Concert, 6 листопада 2011 року

Того ж року Тхейон співпрацювала з корейським автором пісень і композитором Ан Йонміном. Так, разом із The One вона записала пісню «Like a Star», яка очолила Gaon Digital Chart. Її наступний сингл «I Love You», записаний для драми «Афіна: Богиня війни», посів друге місце в хіт-параді. Ан пригадував своє враження від останньої композиції: «Я був здивований тим, як добре Тхейон заспівала. Це досить зріла пісня, тому я б збрехав, якби сказав, що у мене не було сумнівів, але своїм співом вона зворушила мене до сліз». 2011 року Тхейон взяла участь у записі синглу «Different» Кім Бомсу, що увійшов до сьомого альбому співака Solista: Part 2 та посів друге місце в хіт-параді Gaon Digital. Через два роки Тхейон і Бомсу знову об'єдналися, виконавши кавер-версію пісні «Man and Woman» на його концерті.
Після співпраці над драмою «Вірус Бетховена» музичний режисер Лі Пірхо вирішив знову попрацювати з Тхейон над саундтреком до мелодрами «Король двух сердець» (2012), запропонувавши їй записати головну тему серіалу «Missing You Like Crazy». Пісня була випущена в березні 2012 року та посіла друге місце як у Gaon Digital Chart, так і в Billboard K-pop Hot 100. Про вокал Тхейон позитивно відгукнувся композитор пісні Пак Хеун: «Вона повністю зрозуміла пісню і дуже точно виразила кожну деталь… хоча ця пісня містить найвищі й найнижчі ноти, які може вимовити співачка, Тхейон виконала її ідеально». Композиція виграла в категорії «Найкращий оригінальний саундтрек» на Сеульській міжнародній премії драми 2012 року. Пізніше того ж року Тхейон записала пісню «Closer» для драми «Прекрасній тобі», яка посіла сьоме місце в хіт-парадах Gaon Digital Chart і K-pop Hot 100.
У квітні 2012 року був створений підрозділ Girls' Generation під назвою Girls' Generation-TTS, до складу якого увійшли Тхейон, Тіффані та Сохьон. Їхній дебютний мініальбом Twinkle мав великий успіх і став восьмим найпродаванішим альбомом року в Кореї. Згодом колектив випустив ще два мініальбоми: Holler (2014) і Dear Santa (2015). У січні 2013 року Тхейон і Тіффані заспівали дуетом пісню «Lost in Love», яка увійшла до четвертого корейського альбому Girls' Generation I Got a Boy. Через два місяці Тхейон записала композицію «And One», написану й аранжовану Кантою для драми «Цієї зими дме вітер». Вона посіла перше місце в K-pop Hot 100 і друге в Gaon Digital Chart. У липні 2013 року Тхейон запросили записати пісню «Bye» для фільму «Містер Ґо»; це сталося після того, як музичний режисер співачки був «глибоко вражений» її живим виконанням іншого саундтреку.
У лютому 2014 року Тхейон приєдналася до баладного гурту SM the Ballad, сформованого SM Entertainment у 2010 році, та взяла участь у записі їхнього другого альбому Breath. Провідний сингл платівки, записаний співачкою в дуеті з Джонхьоном із Shinee, посів відповідно третє та шосте місця в чартах Gaon та K-pop Hot 100. Також для альбому Тхейон записала сольну пісню «Set Me Free». Серед інших релізів співачки 2014 року були «Colorful» для кампанії JTBC «Світ прекрасніший, тому що ми різні» і «Love, That One Word» для драми «Ви всі оточені»; останній увійшов до перших десяток Gaon Digital Chart і K-Pop Hot 100. У лютому 2015 року Тхейон прийняла запрошення від Ембер з f(x) взяти участь у записі синглу «Shake that Brass» для дебютного альбому виконавиці Beautiful.

### 2015—2016: Сольний дебют і перший сольний концерт
Тхейон почала працювати над сольними проєктами наприкінці 2014 року, вважаючи, що для того настав «правильний час». Раніше вона боялася бути непідготовленою до дебюту, однак її восьмирічна кар'єра стала добрим підґрунтям. Співачка випустила свій дебютний мініальбом під назвою I 7 жовтня 2015 року. Він посів другий рядок в корейському чарті Gaon Album Chart і очолив американський Billboard World Albums. Станом на 2019 рік у Південній Кореї було продано 160 000 копій платівки. Згідно з інформаційним агентством «Йонхап», комерційний успіх I призвів до того, що SM Entertainment став лідером за музичними продажами в четвертому кварталі 2015 року. В головному треку альбому, записаному за участю репера Вербала Джінта, Тхейон відійшла від традиційного для себе баладного звучання — замість нього сингл увібрав у себе елементи попроку. Пісня посіла перше місце в чарті Південної Кореї, а її продажі перевищили позначку у 2,5 млн цифрових копій. На підтримку сольного релізу Тхейон провела серію невеликих концертів під назвою Taeyeon's Very Special Day і реаліті-шоу Daily Taeng9Cam. Вона перемогла в категорії «Найкраща артистка» на Mnet Asian Music Awards 2015 року та отримала Цифровий понсан (головний приз) на Golden Disc Awards 2016 року.

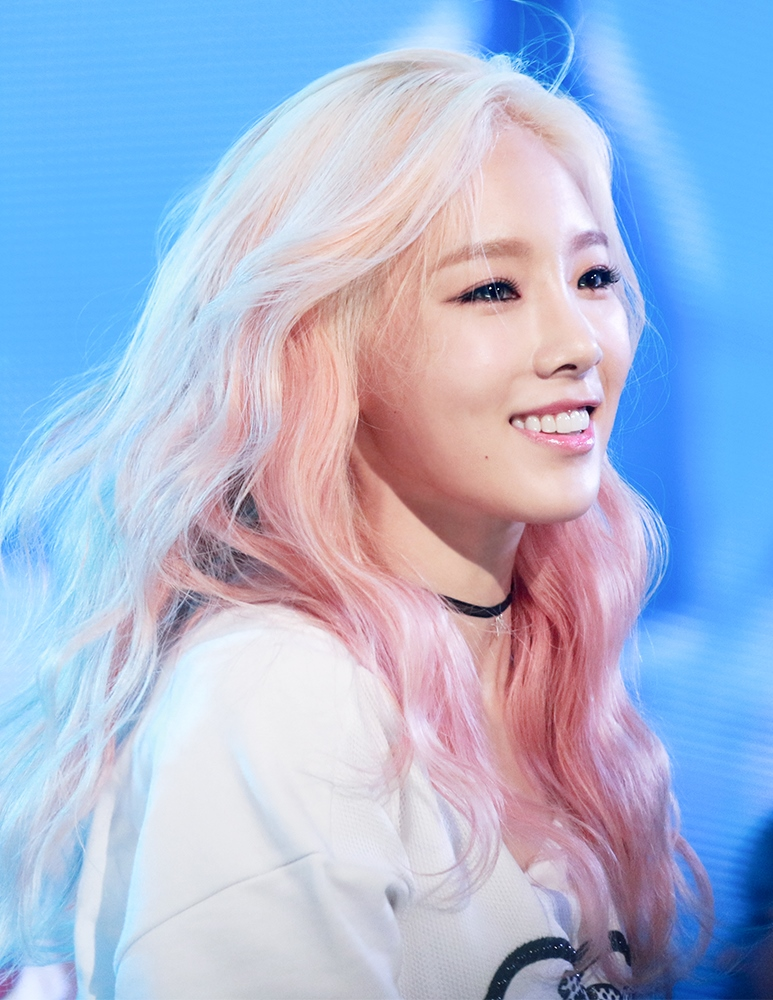
Тхейон на M! Countdown, липень 2015 року

Тхейон взяла участь у піснях «Scars Deeper than Love» (2015) Ім Джебома, «If The World Was a Perfect Place» (2015) Вербала Джінта та «Don't Forget» (2016) Crush. Остання продалася в Кореї в кількості понад 2,5 млн копій. У лютому 2016 року співачка записала сингл «Rain» у рамках цифрового музичного проєкту свого лейблу SM Station. Він посів перше місце в чарті Південної Кореї та розійшовся накладом у понад 2,5 млн цифрових копій. Тхейон і Чо Кюхьон із Super Junior стали моделями для бренду бутельованої води Jeju Samdasoo, для якого вони виконали кавер на пісню «The Blue Night of Jeju Island». Також Кім стала представником гри Sword and Magic; в рамках цієї співпраці вона виконала кавер на пісню БоА «Atlantis Princess» (2003).
28 червня 2016 року відбувся реліз другого мініальбому Тхейон Why, який містив елементи більш оптимістичних жанрів, таких як EDM і тропікал-хаус. Він посів перше місце в Gaon Album Chart і друге в World Albums. Станом на 2019 рік було продано 120 000 примірників платівки. Мініальбом містив два сингли: «Starlight» за участю Діна та головний трек «Why»; пісні посіли відповідно п'яте та сьоме місця в хіт-параді. На підтримку Why Тхейон провела концерт Butterfly Kiss; таким чином вона стала першою корейською сольною виконавицею, яка мала власний повномасштабний концерт, будучи учасницею активного жіночого гурту. У вересні 2016 року Тхейон записала пісню «All With You» для телесеріалу «Любителі місяця: Червоне серце Рьо». Її наступний сингл, «11:11», випущений 1 листопада, посів друге місце в Gaon Digital Chart і розійшовся накладом в 1,4 мільйона копій на 2017 рік. «Білборд» поставив його на сьоме місце в списку найкращих K-pop-пісень 2016 року. В грудні The Dong-A Ilbo назвав Тхейон «Голосом року», «Співачкою року» та «Найпрацьовитішою». На Mnet Asian Music Awards 2016 року виконавиця знову була нагороджена як «Найкраща артистка».

### 2017—2019:My Voice, японський дебют іPurpose

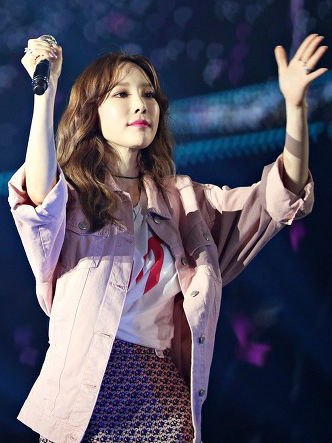
На концерті 2018 року

Перший студійний альбом Тхейон My Voice, який розроблявся понад рік, був випущений 28 лютого 2017 року із синглом «Fine». І альбом, і пісня були добре сприйняті та очолили хіт-паради. 5 квітня 2017 року вийшло розширене видання альбому із синглом «Make Me Love You», який посів четверте місце в Gaon Digital Chart. Також Тхейон взяла участь у записі синглу «Lonely» свого колеги по лейблу Джонхьона, а в травні вона відправилася у свій перший азійський концертний тур Persona.
У грудні 2017 року Тхейон випустила спеціальний мініальбом This Christmas: Winter Is Coming. Він посів другий рядок у Gaon Album Chart і шостий у World Albums Chart. Хон Дамьон з The Korea Herald підкреслив «спокійну і незаперечну вокальну майстерність» Тхейон в альбомі та назвав пісні «найвитонченішими різдвяними мелодіями» року. Провідний сингл «This Christmas» дебютував в чарті під номером два. Для просування альбому Тхейон провела дводенний різдвяний концерт The Magic of Christmas Time (укр. Магія Різдва).
У червні 2018 року Тхейон випустила третій мініальбом Something New. Він посів третє місце в альбомному чарті та четверте в World Albums Chart. Того ж місяця Тхейон вирушила в тур Japan Showcase Tour, доступний лише для членів офіційного японського фан-клубу SM Entertainment. Він пройшов у Фукуоці, Нагої, Токіо та Осаці. Через великий успіх туру, квитки на кожний концерт якого були розпродані, 30 червня 2018 року Тхейон випустила дебютний японський сингл «Stay». Сингл супроводжувався стороною Б «I'm the Greatest».
10 серпня 2018 року Тхейон і музичний дует MeloMance випустили спільний трек «Page 0» в рамках третього сезону SM Station. Того ж місяця співачка доєдналася до другого підрозділу Girls' Generation, Oh!GG, що складався з п'яти учасниць, які продовжили свої контракти з SM Entertainment; 5 вересня гурт випустив сингл «Lil' Touch». З жовтня 2018 року по січень 2019 року Тхейон провела другий азійський тур, зокрема виступивши 12 жовтня на AsiaWorld Expo Arena в Гонконзі. Концерти на біс були оголошені на початку 2019 року та пройшли на арені Чамсіль у Сеулі 23 та 24 березня.
22 березня 2019 року Тхейон випустила цифровий сингл «Four Seasons» і сторону Б «Blue». Пісня посіла шосте місце в чарті Billboard World Digital Songs і очолювала Gaon Digital Chart протягом двох тижнів поспіль. Корейська асоціація музичного контенту надала їй подвійний платиновий статус за досягнення понад 200 мільйонів прослуховувань. 13 квітня Тхейон вирушила у свій перший японський концертний тур ~Signal~, який розпочався у Фукуоці, а згодом, 13 травня, випустила перший японськомовний мініальбом Voice. Тхейон взяла участь у записі пісень «Angel» Chancellor та «A Train to Chuncheon» Юн Джонсіна. У липні 2019 року вона знялася в головній ролі в третьому сезоні реаліті-шоу «Почати знову», в якому корейські виконавці роблять вуличні виступи за кордоном. Також співачка записала пісню «All About You» для телевізійної драми «Готель дель Луна»; композиція очолювала цифровий чарт два тижні поспіль.
29 жовтня 2019 року вийшов другий студійний альбом Тхейон Purpose. Він і його сингл «Spark» посіли друге місце у відповідних корейських хіт-парадах. 15 січня 2020 року платівку було перевидано з трьома бонусними піснями, включно із головним треком «Dear Me». З метою просування своїх останніх релізів, 17 січня 2020 року Тхейон вирушила в третій азійський тур, який розпочався в Сеулі. Всі, окрім першого, заплановані концерти, а також друге турне Японією, яке мало пройти у восьми містах, зрештою скасували через пандемію COVID-19.

### 2020—дотепер: Співпраці та подальший успіх
9 березня 2020 року Тхейон мала випустити цифровий сингл «Happy» на честь свого дня народження, однак після смерті її батька того ж дня випуск синглу був відкладений на 4 травня. Пісня посіла четверте місце в Gaon Digital Chart і дев'яте в Billboard World Digital Songs. 18 листопада Тхейон випустила другий японськомовний мініальбом 
#GirlsSpkOut з однойменним головним треком за участю японської реперки Чянміни. У той же період Тхейон стала постійною учасницею музичного вар'єте-шоу «Дивовижна субота» (англ. Amazing Saturday — DoReMi Market). 15 грудня 2020 року співачка випустила четвертий корейськомовний мініальбом What Do I Call You. У Кореї він посів четверте місце і розійшовся накладом у понад 120 000 примірників.
18 травня 2021 року Тхейон взяла участь у пісні Тхеміна «If I Could Tell You». 6 липня вийшов її новий цифровий сингл «Weekend». Він посів четверте місце в Gaon Digital Chart і K-pop Hot 100. Наступного місяця Кім приєдналася до туристичного шоу Petkage. 30 серпня Тхейон брала участь у синглі Кі «Hate That...». 28 листопада вона записала пісню «Little Garden» для драми «Чірісан». 27 грудня 2021 року Тхейон стала учасницею супергурту Got the Beat разом зі своєю одногрупницею Хьойон. Колектив дебютував 3 січня 2022 року з синглом «Step Back».
17 січня 2022 року Тхейон випустила черговий цифровий сингл «Can't Control Myself». Він став попереднім синглом з її третього студійного альбому INVU, який вийшов 14 лютого. Альбом посів друге місце в Gaon Album Chart. Головний трек «INVU» посів восьме місце в Billboard World Digital Songs і очолював корейський чарт синглів протягом чотирьох тижнів поспіль. Тхейон перемогла в категорії «Найкраща сольна артистка» на Genie Music Awards 2022 року.

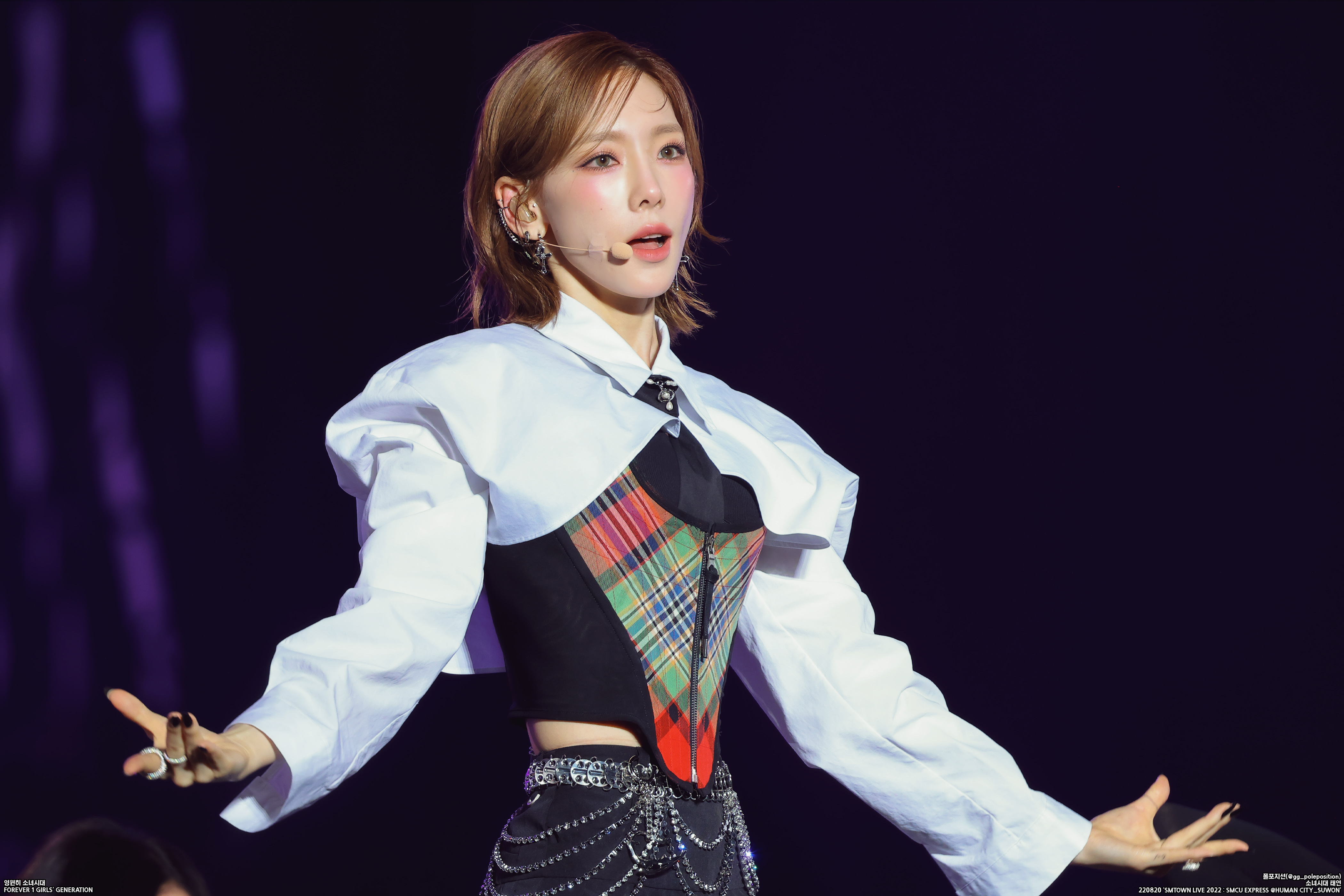
Виступ Тхейон 2023 року

3 червня 2023 року Тхейон вирушила у свій п'ятий концертний тур The Odd of Love. 27 листопада вийшли її п'ятий мініальбом To. X та однойменний головний сингл. Обидва досягли другого місця в хіт-парадах Circle Album Chart і Circle Digital Chart відповідно. Також «To. X» посів третє місце в Billboard South Korea Songs і став найпопулярнішим синглом січня 2024 року в Circle Digital Chart. Згодом Тхейон записала пісню «Dream» для телесеріалу «Вітаємо в Самдалрі»; це був ремейк однойменної пісні Чо Йонпхіля 1991 року. Пісня набула популярності в сервісі обміну відео Instagram Reels і посіла 18 місце в чарті.
8 липня 2024 року Тхейон випустила сингл «Heaven». 29 серпня співачка співпрацювала з британським музикантом Семом Смітом над виходом корейської дуетної версії пісні «I'm Not the Only One». 18 листопада Тхейон випустила шостий мініальбом Letter to Myself, який містить шість треків, включно з однойменним головним синглом.

## Особисте життя
У червні 2014 року з'явилися повідомлення про те, що Тхейон зустрічалася з учасником бой-бенду Exo Пекхьоном; згодом SM Entertainment підтвердив це. Однак у вересні 2015 року стало відомо, що вони розлучилися через напружений робочий графік.
За словами Тхейон, вона страждала від депресії, із якою боролася за допомогою ліків.

## Артистизм

### Музичний стиль
Музичний стиль Тхейон змінювався протягом усієї її кар'єри, особливо після сольного дебюту. У ранні роки вона записувала переважно балади для телевізійних саундтреків. Завдяки популярності таких пісень, як «If» (2008) і «Can You Hear Me» (2009), її називали «представницькою співачкою популярних саундтреків». У своєму дебютному мініальбомі I (2015) Тхейон використала попрок, що, за словами Джеффа Бенджаміна з «Білборд», значно відходить від «бадьорого попзвучання» Girls' Generation, а більше нагадує альбом Тейлор Свіфт Red; Честер Чін з The Star описав реліз як «емансипацію Тхейон», в якому співачка застосувала «освіжаючий» софт-рок. «Rain» (2016) містить елементи джазу та ритм-енд-блюзу (R&B). У мініальбомі Why (2016) поєднуються тропікал-хаус, EDM і R&B, а «неоновий» головний трек характеризується як «прогресивна еволюція», а не «проста імітація» більш американізованого звучання. Перший повноформатний альбом Тхейон My Voice (2017) рясніє розмаїттям жанрів: попрок («Fine», «Feel So Fine»), R&B («I Got Love»), атмосферний рок («Time Lapse»), балада («11:11») тощо — усе це, на думку рецензента The Star, підкреслює «динамічну якість голосу» співачки, але позбавляє альбом цілісності.
Другий студійний альбом Тхейон Purpose (2019) має темніше, складніше й «доросліше» звучання, ніж його попередники; окрім вже перевірених жанрів, у ньому використані агресивніший рок («Love You Like Crazy»), альтернативний ритм-енд-блюз («LOL») і неосоул («City Love»), а в головному треку «Spark» більше застосовані музичні інструменти. Однак дописувач The Star на прикладі балади «Here I Am» розкритикував схильність Тхейон до повільних, «дрімаючих» пісень. INVU (2022), в якому використана концепція греко-римської міфології, змішує в собі денс-поп, сінті-поп («INVU»), R&B («Some Nights»), диско («Weekend»), балади («Can't Control Myself») тощо. Корейський співак Юн Мінсу описав музичний стиль Тхейон як приклад «K-Soul»: «Я можу відчути емоції від балад, які співає Тхейон. Якщо ви відчуваєте глибоку душу співака, це „K-Soul“».

### Тексти пісень
Тхейон співає корейською, англійською та японською (у японських релізах) мовами. Більша частина дискографії співачки написана продюсерами SM Entertainment, але деякі пісні вона створила сама: головний трек «I» з однойменного альбому (2015), позаальбомний сингл «Pray» (2016), «To the Moon» з мініальбому What Do I Call You (2020), сингл «Can't Control Myself» з INVU (2022) та «All For Nothing» з To. X (2023). У «Pray» та «To the Moon» вона також виступила композиторкою.
Тематика пісень Тхейон різноманітна. В «I» (2015) співається про буття знаменитістю, і, за словами самої співачки, «про те, як бути собою та вільнішою, покидаючи важкі та розчаровуючі часи». У тексті «Why» (2016) розповідається про бажання втекти від стомлюючого повсякденного життя, щоб розслабитися та відновити сили. Текст «11:11» являє собою спогади дівчини про спільне загадування бажання з колишнім коханим в момент, коли на годиннику пробило 11:11. Коментуючи My Voice (2017), Хон Міньон з IZM, високо оцінивши музичний стиль і вокал співачки, не був задоволений текстами пісень й зазначив, що «музика закордонних продюсерів не сумісна з текстом і викликає диспропорцію між мелодією та рядками».
Текст «Spark» (2019) містить метафори, які виражають самобутність Тхейон. За словами Хейлі Ян з Korea JoongAng Daily в «INVU» (2022) Кім співає про те, що «заздрить партнеру, який не сприймає кохання всерйоз», а згідно з Тану Радж з NME пісня розповідає про те, що щоб ви не робили, неможливо змусити людей полюбити тебе. За словами оглядача «саме в цій жорстокій реальності бере свій початок заздрість Тхейон, коли вона виявляє, що страждає, а інша людина залишається байдужою». У стороні Б з того ж альбому «Toddler» (2022) відображається туга й бажання повернутися в дитинство. Текст синглу «Letter to Myself» (2024) з однойменного мініальбому являє собою «чесний лист від теперішньої Тхейон до її минулої себе, який передає незграбні, але тверді втішні слова, поховані в серці».

### Голос
— Тхейон в інтерв'ю Nylon 15 лютого 2022 року
Тхейон відома як «талановита вокалістка» за свій «м'який та душевний» голос, який неодноразово привертав увагу великих південнокорейських продюсерів. У 2009 році Пак Чіньон, винахідник JYP Entertainment, висловив бажання попрацювати з Тхейон через її «здатність розповісти історію через спів». Композитор Ю Йонсок відзначив вміння Тхейон співати так само виразно, як «жінка, яка розлучалася сім разів». Музичний продюсер Чо Йонсу, який написав пісню «Like a Star», також був вражений здатністю Тхейон передавати різноманітні емоції через вокальне виконання, а журнал «Тайм» описав тон співачки, як «сріблястий і пронизливий». У жовтні 2015 року 40 анонімних представників музичної індустрії обрали Тхейон найкращою вокалісткою в K-pop, а у квітні 2016 року дванадцять корейських музичних компаній визнали її найкращою вокалісткою віком від 20 до 29 років.
Тхейон хвалили за її голос, вокальний регістр і техніку співу. Сін Йона, лідер жіночого гурту Big Mama та викладачка вокалу на факультеті прикладної музики Університету Ховон, назвала Тхейон майстром вокалізації та високо оцінила її контроль дихання й здатність підтримувати бездоганні вокальні дані навіть під час танцю, що пояснюється її «добре розвиненою силою основних м'язів». Со Ґиньон, викладач кафедри постмодерної музики в Університеті Кьонхі, відзначив Тхейон як вокалістку, яка чудово підтримує складний баланс між щитоподібними та персне-щитовидними м'язами, демонструючи при цьому чіткість як низьких, так і високих вокальних діапазонів. О Хансин, керівник відділу вокалу Інституту медіа та мистецтв Дона, підкреслив здатність Тхейон виділяти пісні, не покладаючись на складні аранжування чи сильні ритми. Він описав звучання співачки як «модне, елегантне, а часом пронизливе; таке, що охоплює частотний діапазон, придатний для тривалого прослуховування». Отже, О похвалив вокальну якість Тхейон як ідеальний приклад «природньої компресії», позбавленої виснажливих частот, які втомлюють слух.

## Публічний образ і вплив
Тхейон здобула визнання в Південній Кореї як лідерка жіночого K-pop-гурту Girls' Generation і успішна сольна артистка. Джанель Окводу з Vogue описала її як «Бейонсе свого гурту», чиї модні стилі «постійно в русі». Тхейон очолила список найпопулярніших K-pop-ідолів за версією Інституту Ґеллапа 2016 року; вона також з'явилася в даному рейтингу у 2015 (на третьому місці), 2017 (на дев'ятому місці) і 2019 (на сьомому місці) роках. Тхейон була представлена в списку Forbes Korea Power Celebrity у 2016 (32 місце), 2018 (16 місце) і 2019 (23 місце) роках. На святкуванні місяця жіночої історії 2024 року Академія звукозапису помістила Тхейон у список 15 надихаючих K-pop-солісток. У червні 2015 року вона стала першою жінкою-знаменитістю в K-pop, яка досягла семи мільйонів підписників в Instagram, а станом на листопад 2023 року має понад 19 мільйонів підписників.
З 2011 по 2021 рік Тхейон продала понад один мільйон альбомів, ставши найпродаванішою південнокорейською виконавицею на той момент. Багато K-pop-артисток надихалися нею або зазнавали її впливу, зокрема Джіе з Lovelyz, Чхахі з Melody Day, Луда з WJSN, Елкі з CLC, Хай.Ді з Sonamoo, Пек Айон, Мунбьоль з Mamamoo і Heize. Бой-бенд BTS назвав Тхейон джерелом натхнення для свого синглу «Boy In Luv» 2014 року.

## Благодійність

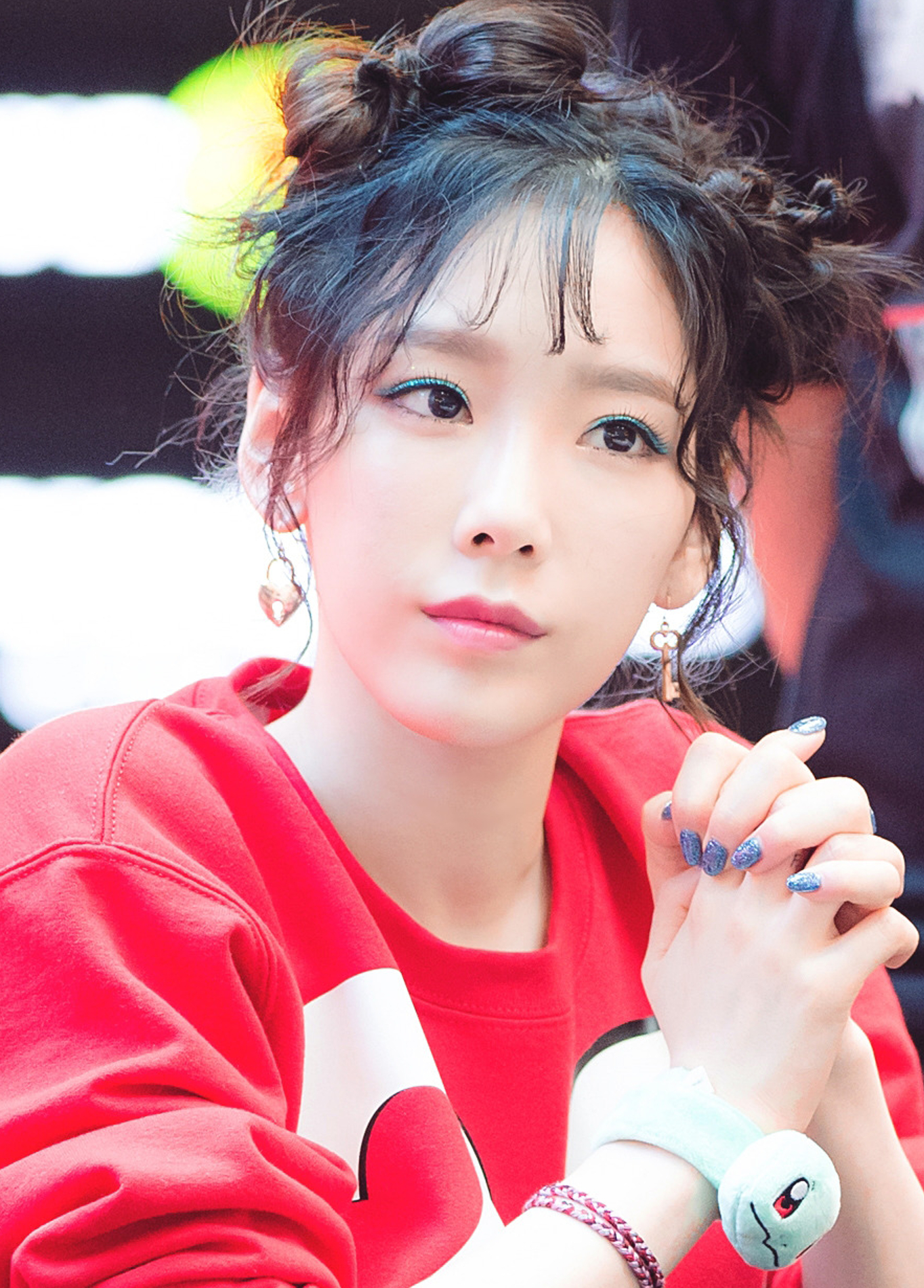
Тхейон у 2017 році

У липні 2019 року Тхейон пожертвувала 100 мільйонів вон корейському Червоному Хресту, щоб допомогти жінкам, дітям і підліткам із малозабезпечених сімей у її рідній провінції Північна Чолла. Вона також стала 132-м членом «Клубу пошани Червоного Хреста». Рух планував розширити підтримку поставок медичних товарів для жінок, дівчат і підлітків, рекомендувавши три початкові, середні та старші школи регіону як бенефіціарів пожертвувань Тхейон.
У січні 2023 року Тхейон пожертвувала 100 мільйонів вон Молодіжному фонду Стампа на підтримку вразливих підлітків, які перебувають під опікою поза домом, і підлітків, чий захист закінчується після досягнення 18-річного віку і які готові взяти на себе відповідальність за самозабезпечення. Завдяки цій пожертві вона стала другою членкинею «Лісового клубу» після колишнього голови Hana Financial Group Кім Джонтхе. У липні 2023 року фонд оголосив, що його перший «Проєкт сайту мрії» завершено завдяки пожертві Тхейон. Проєкт мав на меті покращити заклади соціального захисту дітей та молоді. Завдяки її пожертвам було покращено внутрішні та зовнішні зручності, наприклад, встановлено душові кабіни та замінено плитку в ванній кімнаті для жінок, замінено сходи та перила в гуртожитку, замінено бібліотечні тераси та встановлено кондиціонери.

## Рекламні бренди

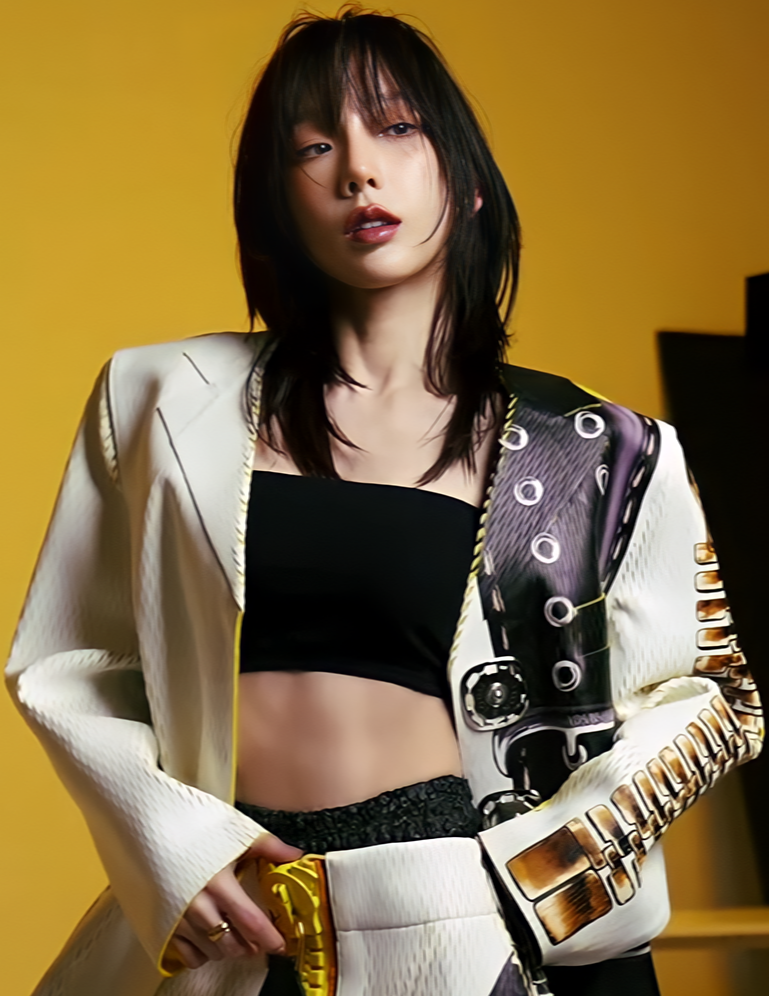
Тхейон для Elle Taiwan, 2023 рік

Деякі азійські ЗМІ вважали Тхейон іконою краси та лідером моди. З моменту свого дебюту вона співпрацювала з різними корейськими косметичними брендами, з'являючись у рекламних роликах і як сольна артистка, і як учасниця Girls' Generation і Girls' Generation-TTS. 2008 року першим брендом, який Тхейон сольно прорекламувала, був засіб проти прищів A-Solution. 2010 року вона стала азійським амбасадором (і першою жінкою на цій посаді) корейського бренду догляду за шкірою Nature Republic, з яким пропрацювала три роки поспіль. У 2016 році, коли закінчився контракт Тхейон з Nature Republic, косметичний бренд Banila Co. обрав її своєю новою пресмоделлю через популярність співачки на батьківщині та за кордоном. У березні 2019 року у випуску Elle Korea Тхейон представила колекцію губної помади Chanel Rouge Coco Flash Lipstick. У вересні 2019 року французький бренд розкішної косметики Givenchy Beauty зобразив Тхейон із помадою в журналі High Cut. У травні 2020 року Тхейон стала музою A'pieu, дочірньої філії корейського бренду краси Missha; офіційний представник бренду заявив, що «чиста атмосфера Тхейон добре поєднується з косметикою A'pieu». У серпні 2021 року її обрали послом кампанії «Новий концентрований оновлюючий женьшень EX», запущеної корейським брендом краси супер-преміум-класу Sulwhasoo. Корпорація Amorepacific повідомила, що завдяки обранню Тхейон представницею цієї кампанії лінія продуктів «Новий концентрований оновлюючий женьшень EX» на китайському ринку сприяла 50-відсотковому збільшенню загального обсягу продажів Sulwhasoo; також продажі даної лінії сильно зросли на ринку Південно-Східної Азії. Після цього вона рекламувала кампанію Sulwhasoo в різних журналах, зокрема Elle Korea, Harper's Bazaar Korea і Cosmopolitan Korea. У квітні 2022 року Тхейон було обрано музою світового косметичного бренду Benefit Cosmetics. Згодом вона з'явилася на обкладинці журналу Singles Korea у випуску за жовтень 2023 року й представила колекцію 24 Tint від Benefit Cosmetics. У березні 2024 року бренд випустив бьюті-фотографію з Тхейон на честь загальних продажів 45 мільйонів одиниць «Benefit Cosmetics Dandelion Blush». У номері W Korea за лютий 2024 року Тхейон співпрацювала з британським брендом високоякісних парфумів Penhaligon's і представила дві лінійки: «Penhaligon's Artemisia Eau de Parfum» і «Penhaligon's Luna Eau de Toilette».
Окрім діяльності в індустрії краси, Тхейон рекламувала бренд бутильованої мінеральної води Jeju Samdasoo та гру Sword and Magic від Kakao Games у 2016 році, франшизу пекарень-кафе Paris Baguette у 2017 році, бренд продукції для нігтів Gelato Factory у 2018—2019 роках, кольорові контактні лінзи Déesse у 2018 році та пряме страхування автомобілів Hyundai Haesang у 2019 році. З 2013 по 2014 рік вона була єдиним іноземним представником напою B-ing Collagen Drink від тайської компанії Singha. Вона знімалася в рекламних роликах продукту, які транслювалися в численних тайських і міжнародних ЗМІ. Також Тхейон відвідала зустріч шанувальників FinMeeting B-ing Taeyeon у Бангкоку, яку спонсорувала Singha. У жовтні 2020 року її було обрано моделлю для гри Gran Saga від Npixel; згодом завдяки своїй широкій популярності Тхейон просувала гру на інших ринках, таких як Тайвань, Гонконг, Макао, Малайзія та Сінгапур у грудні 2022 року. У квітні 2021 року її обрали ексклюзивною моделлю для реклами колагенового продукту внутрішньої краси AllatME Collagen від ChongKunDang Healthcare. У липні 2021 року вона стала обличчям корейського бренду піци YoungMan Pizza, а офіційний представник компанії заявив, що Тхейон «ідеально підходить до їх здорового та яскравого іміджу бренду»; ще однією причиною вибору назвали її «позитивний і добрий вплив на суспільство». У липні 2023 року генеральний директор франшизи YoungMan Pizza Чон Кваньон, оголосив, що компанія продовжила контракт з Тхейон. У липні 2021 року вона стала моделлю кампанії Olive Young Omni Channel. У вересні того ж року Тхейон була оголошена новою музою бренду сучасного вуличного одягу Nerdy. У березні 2022 року Тхейон стала світовим амбасадором бренду самостійних зачісок eZn. У травні її обрали моделлю для гри Moonlight Blade M студії Aurora Studios, яка розробляла оригінальні ПК-ігри Tencent. Того ж місяця її призначили послом французького дому моди класу люкс Louis Vuitton. Вона рекламувала бренд у різних журналах, зокрема Vogue Korea, Harper's Bazaar Korea, Elle Taiwan, Elle Hong Kong та W Korea. У жовтні 2024 року Тхейон стала амбасадором ювелірної лінії «Le Damier de Louis Vuitton». У березні 2023 року вона була обрана глобальним послом безалкогольного напою Ціндао. У червні 2023 року Тхейон стала обличчям безкалорійної газованої води Narangd Cider від Dong-A Otsuka; офіційний представник бренду заявив, що «унікальний, здоровий і свіжий образ Тхейон добре пасує до Narangd Cider». У травні 2024 року Dongkook Pharmaceutical оголосила, що співачку обрали моделлю бренду засобів для догляду за ранами на рослинній основі Madecassol; представник відділу маркетингу прокоментував: «ми виявили, що вона добре підходить на роль „феї ран“, яка допомагає лікувати дитячі травми».

## Дискографія
Студійні альбоми
- My Voice(інші мови) (2017)
- Purpose(інші мови) (2019)
- INVU(інші мови) (2022)

## Фільмографія

### Кіно
| Рік  | Назва                | Роль              | Нотатки                      | Прим.   |
| ---- | -------------------- | ----------------- | ---------------------------- | ------- |
| 2010 | «Нікчемний Я»        | Марґо             | Корейська озвучка            | [ 285 ] |
| 2012 | «Я»                  | У ролі самої себе | Біографічний фільм SM Town   | [ 286 ] |
| 2013 | «Нікчемний Я 2»      | Марґо             | Корейська озвучка            | [ 287 ] |
| 2014 | «Моє блискуче життя» | У ролі самої себе | Камео (з Тіффані та Сохьон)  | [ 288 ] |
| 2015 | SMTown The Stage     | У ролі самої себе | Документальний фільм SM Town | [ 289 ] |

### Телесеріали
| Рік  | Назва                                     | Роль                                 | Нотатки             | Прим.   |
| ---- | ----------------------------------------- | ------------------------------------ | ------------------- | ------- |
| 2007 | «Нестримний шлюб»                         | Член банди семи принцес Больван-тону | Камео (64 серія)    | [ 290 ] |
| 2012 | «Гуру Саламандра та тіньові маніпулятори» | У ролі самої себе                    | Камео (3—4 серія)   | [ 291 ] |
| 2015 | «Продюсери»                               | У ролі самої себе                    | Камео (перша серія) | [ 292 ] |

### Телешоу
| Рік       | Назва                          | Роль                    | Нотатки                                   | Прим.   |
| --------- | ------------------------------ | ----------------------- | ----------------------------------------- | ------- |
| 2009      | «Ми одружилися» (перший сезон) | У ролі самої себе       | З Чон Хьондоном (42—54 серії)             | [ 293 ] |
| 2010      | Win Win                        | Співведуча              | З Чан Уйоном                              | [ 294 ] |
| 2012–2013 | Show! Music Core               | Співведуча              | З Тіффані та Сохьон                       | [ 295 ] |
| 2015      | Daily Taengoo Cam              | У ролі самої себе       | Перше реаліті-шоу Тхейон                  | [ 296 ] |
| 2019      | «Почати знову» (третій сезон)  | Учасниця другої команди | 7—12 серії                                | [ 297 ] |
| 2020–...  | «Дивовижна субота»             | У ролі самої себе       | Зі 135 серії                              | [ 298 ] |
| 2021      | Petkage                        | Співведуча              | З Кім Хічхолєм, Кан Кійоном та Хон Хьонхі | [ 299 ] |
| 2022      | Queendom 2                     | Співведуча              | З Лі Йонджіном                            | [ 300 ] |
| 2023      | Queendom Puzzle                | Ведуча                  |                                           | [ 301 ] |

### Вебшоу
| Рік       | Назва                    | Роль              | Нотатки                    | Прим.   |
| --------- | ------------------------ | ----------------- | -------------------------- | ------- |
| 2019—2020 | Petionista Taengoo       | У ролі самої себе |                            | [ 302 ] |
| 2021      | TaengKey Box             | Співведуча        | З Кі                       | [ 303 ] |
| 2024      | Taeyeon's Frozen Journey | Ведуча            | Спеціальний випуск Disney+ | [ 304 ] |
| 2024      | «Зомбісвіт»              | У ролі самої себе | Другий сезон; шоу Netlfix  | [ 305 ] |

### Радіошоу
| Рік       | Назва                                | Роль       | Нотатки    | Прим.   |
| --------- | ------------------------------------ | ---------- | ---------- | ------- |
| 2008—2009 | Kangin and Taeyeon's Chin Chin Radio | Співведуча | З Кан'іном | [ 306 ] |
| 2009—2010 | Taeyeon's Chin Chin Radio            | Ведуча     |            | [ 307 ] |

## Театр
| Рік  | Назва             | Роль  | Прим.  |
| ---- | ----------------- | ----- | ------ |
| 2010 | «Опівнічне сонце» | Каору | [ 32 ] |

## Концерти та тури
| Головна артистка Корейські Butterfly Kiss (2016) The Magic of Christmas Time (2017) Азійські Persona (2017) 's… Taeyeon Concert (2018—2019) The Unseen (2020) The Odd of Love  (інші мови) (2023) Японські Japan Tour 2019 ~Signal~ (2019) | - SM Town Live Culture Humanity (2021) - SM Town Live 2022: SMCU Express at Kwangya (2022) - SM Town Live 2023: SMCU Palace at Kwangya (2023) |

## Нагороди та номінації
З моменту дебюту в Girls' Generation Тхейон отримала численні нагороди та номінації, зокрема по шість нагород Golden Disc Awards і Seoul Music Awards, п'ять Circle Chart Music Awards та по чотири Melon Music Awards і Mnet Asian Music Awards. Вона отримала дві нагороди в категорії «Найкраща артистка» на Mnet Asian Music Awards і два Понсани (головні призи) на 25-й церемонії вручення Seoul Music Awards та 30-й церемонії Golden Disc Awards. У січні 2020 року Тхейон перемогла в категорії «Найкращий саундтрек» і отримала Понсан і Тесан (великий приз) на 29-й церемонії Seoul Music Awards.

## Нотатки
1. ↑  Існує також варіант написання як Кім Тейон, однак він не відповідає системі Концевича.